# Hombres azules de El Minch

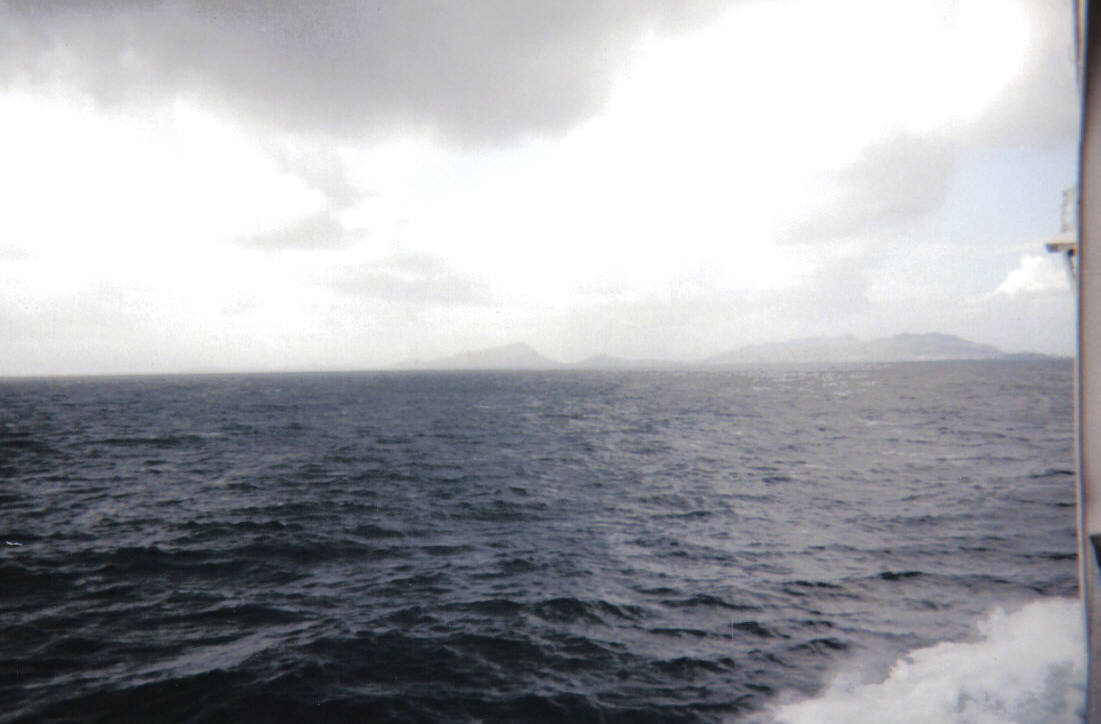
El Pequeño Minch, hogar de los hombres azules

Los hombres azules de El Minch, también conocidos como kelpies de la tormenta, o en el gaélico escocés como na fir ghorma, fear gorm, o sruth nam fear gorm, son criaturas míticas que habitan en el estrecho entre las Islas Nortes de las Hébridas Exteriores y la tierra firme de Escocia, buscando marineros para ahogarlos y barcos derelictos para hundirlos. Parecen estar ubicados solo en El Minch y las áreas vecinas, y son desconocidos en el resto del mundo.  
Salvo por su color azul, las criaturas míticas se parecen mucho a humanos y son aproximadamente del mismo tamaño.  Tienen el poder de crear tormentas, pero cuando el tiempo está bueno, flotan mientras duermen en la superficie del agua o apenas debajo de ésta. Los hombres azules nadan con los torsos alzados por encima del mar, torciéndose y zambulléndose como marsopas. Pueden hablar y, cuando un grupo se aproxima a un barco, el jefe del mismo a veces grita dos líneas de poesía al capitán del buque y lo desafía a completar el verso.  Si el capitán fracasa en esa tarea, los hombres azules intentarán volcar el barco.
Se ha sugerido que los hombres azules míticos puedan ser una personificación del mar, o que tienen su origen en los pictos, cuyos cuerpos pintados se podrían haber parecido a hombres que se alzaban por encima del mar si se eran vistos mientras cruzaban el mar en un tipo de barcos similares a piraguas. Los hombres azules también podrían tener su origen en los esclavos de Norte África que los vikingos habían llevado a Escocia, donde pasaron los inviernos cerca de las Islas Shiant en el Minch.

## Etimología
El Minch, un estrecho que separa las Tierras Altas del noroeste de Escocia y las Hébridas Interiores septentrionales de las Hébridas Exteriores septentrionales, están habitadas por los hombres azules. Según el lexicógrafo Edward Dwelly, en los términos para los hombres azules en Gaélico escocés - na fir ghorma, fear gorm, y sruth nam fear gorm - la palabra gorm se refiere a cualquier tono de azul y fear puede ser traducido como "hombre", siendo el plural na fir, "hombres".
Los hombres azules también son llamados "kelpies de la tormenta". Los espíritus de agua más comunes en el folclore escocés, los kelpies usualmente son descritos como caballos poderosos, pero el nombre es atribuido a varias formas y relatos por todo el país. El nombre "kelpie" podría venir del gaélico escocés calpa o cailpeach, que significa "vaca" o "potro".

## Creencias folclóricas

### Descripción y atributos comunes
Los hombres azules podrían haber sido parte de una tribu de "ángeles caídos" que se dividieron en tres; la primera se convirtió en las hadas de la tierra, la segunda se convirtió en los hombres azules del mar, y los restantes se convirtieron en los "bailarines felices" de la Aurora polar en el cielo.  Las criaturas legendarias son del mismo tamaño que los humanos; pero, como su nombre lo indica, son de color azul. El escritor y periodista Lewis Spence pensaba que eran las "personificaciones del mar mismo" pues tomaban su color azul del tono del mar.  Sus caras son grises y largas y algunos tienen brazos largos, que también son grises, y les gusta usar sombreros azules; al menos una narración expresa que también tienen alas. El agua tormentosa alrededor de las Islas Shiant, a 19 kilómetros al norte de la Isla Skye, un área propensa a mareas rápidas en todo tiempo, fluye al lado de las cuevas pobladas por hombres azules, un trecho de agua conocido como la Corriente de la Destrucción debido al número de naufragios ocurridos allí.
Se ha informado que otros kelpies de tormentas pueblan el Golfo de Corrievreckan, descritos por el poeta, escritor y folclorista Alasdair Alpin MacGregor como "los kelpies de tormenta más feroces de las Tierras Altas", sin embargo, los hombres azules existen en un área muy pequeña. Según Donald A. Mackenzie no tienen otros homólogos en el mundo o ni siquiera en otras partes de Escocia; una extensión tan pequeña es rara para creencias en espíritus y demonios. El folclorista y sacerdote de la Isla Tiree, John Gregorson Campbell afirma que los hombres azules eran desconocidos en Argyll en la costa cercana de la tierra firme, aunque el sacerdote de la Iglesia de Escocia John Brand, quien visitó Quarff en Shetland a mediados de 1700, informa sobre lo que podría haber sido un hombre azul en las aguas que rodean la isla. Bajo la forma de un hombre viejo con barba se levantó del agua, aterrorizando a los pasajeros y la tripulación de un barco al que seguía.
En los cuentos tradicionales los hombres azules tienen el poder de crear tormentas severas, pero cuando el tiempo está bueno se duermen o flotan debajo de la superficie del agua. Nadan con su torso por encima de la cintura alzado del mar, torciéndose y zambulléndose a la manera de una marsopa. Para divertirse, las criaturas juegan al shinty cuando el cielo está claro y brillante por la noche. Pueden hablar y charlar con los marineros y son especialmente habladores cuando rocían agua sobre los barcos, rugiendo de risa cuando los barcos zozobran.
Cuando los hombres azules se reúnen a atacar barcos, su jefe, a veces llamado Shony, se levanta del agua y le grita dos líneas de poesía al capitán, y si no puede añadir dos líneas para completar la estrofa, los hombres azules vuelcan su barco. Mackenzie destaca un intercambio entre un capitán y el jefe de los hombres azules.
Las respuestas rápidas sorprendieron al jefe azul; derrotado e incapaz de hacerle daño al barco, los hombres azules volvieron a sus cuevas submarinas, permitiendo que el barco pase libremente por el estrecho. Los hombres azules también pueden abordar un barco y exigir tributo a su tripulación, amenazando con crear una tormenta en caso de no recibirlo.

### Captura y asesinato
No hay relatos que hayan sobrevivido que mencionen intentos de matar a los espíritus, pero una historia de Gregorson Campbell cuenta la captura de un hombre azul. Los marineros capturan a un hombre azul y lo atan a bordo de su barco después de haberlo descubierto "durmiendo en las aguas". Otros dos hombres azules los persiguen, gritandose uno a otro mientras nadan hacia el barco. Al oír las voces de sus compañeros, el espíritu capturado se escapa de sus ataduras y salta del barco mientras responde a sus compañeros.
Por esta razón, los marineros creían que todos los hombres azules tienen nombres por los que los llaman unos a otros.

## Orígenes

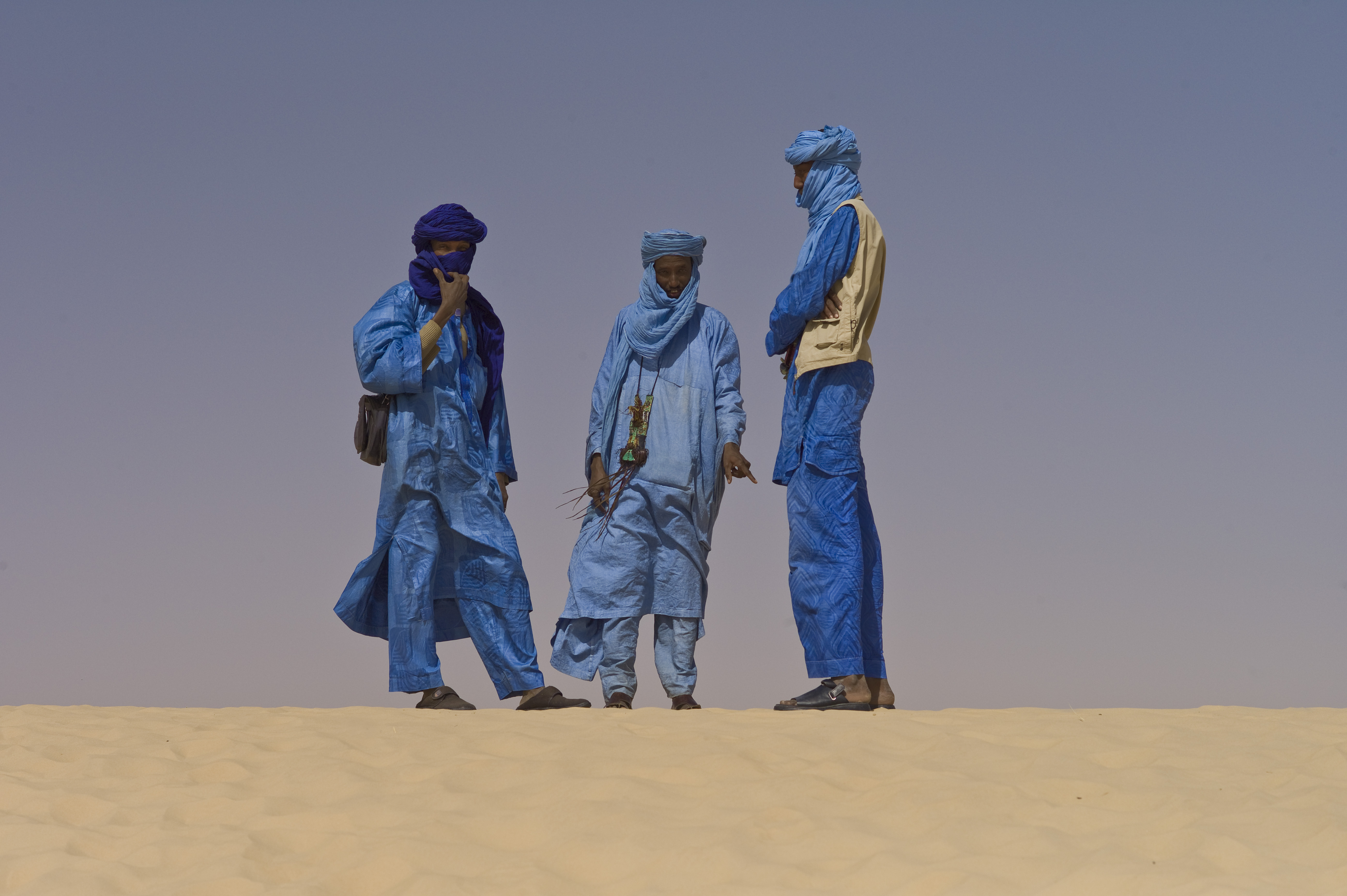
Tal vez los míticos hombres azules se originan del pueblo Tuareg del Sahara

La explicación de Mackenzie de la leyenda de los hombres azules fue basada en parte en investigaciones sobre los anales de Irlanda y data de la era de Harald I de Noruega,  el primer rey nórdico, y sus batallas contra los Vikingos. El término gaélico escocés fear gorm, que significa hombres azules, describe hombres negros según Dwelly. Por eso, sruth nam fear gorm, uno de los nombres gaélicos para los hombres azules, significa arroyo de los hombres azules, o rio, marea, o arroyo del hombre negro. Alrededor del siglo VIV, los vikingos trajeron a Irlanda moros que habían capturado y los usaron como esclavos. Los vikingos pasaban el invierno cerca de las Islas Shiant, y Mackenzie atribuye el cuento de los hombres azules a esclavos extranjeros abandonados. Él cita un pasaje de Early sources of Scottish history, A.D. 500 to 1286 de Alan Orr Anderson.

These were the blue men [fir gorma], because Moors are the same as negroes; Mauritania is the same as negro-land.

Éstos eran los hombres azules [fir gorma], porque los moros son lo mismo que los negros; Mauritania es lo mismo que tierra-de-negros [literalmente, lo mismo que la negritud].

Informes de periódicos más recientes han repetido la hipótesis de Mackenzie. El historiador Malcolm Archibald está de acuerdo con que la leyenda se origina en los días en que los vikingos tenían esclavos norteafricanos, pero especula que tal vez el mito tiene su origen en el pueblo tuareg del Sahara, quienes era conocidos como los hombres azules del desierto.
Tal vez el origen de los hombres azules de El Minch es el pueblo de tatuajes, específicamente los pictos, cuyo nombre en latín "picti" significa los pintados. Si alguien los vio cruzando el agua en barcos como los kayaks de los Finn-men, podrían haber aparecido a los ojos de isleños y marineros como hombres semisumergidos con la parte superior del cuerpo alzándose del agua.